# Boumourt
Boumourt is een gemeente in het Franse departement Pyrénées-Atlantiques (regio Nouvelle-Aquitaine) en telt 126 inwoners (1999). De plaats maakt deel uit van het arrondissement Pau.

## Geografie
De oppervlakte van Boumourt bedraagt 7,8 km², de bevolkingsdichtheid is 16,2 inwoners per km².
De onderstaande kaart toont de ligging van Boumourt met de belangrijkste infrastructuur en aangrenzende gemeenten.

## Demografie
Onderstaande figuur toont het verloop van het inwonertal (bron: INSEE-tellingen).